# Phoenoteleia rufescens
Phoenoteleia rufescens är en stekelart som först beskrevs av Jean-Jacques Kieffer 1916.  Phoenoteleia rufescens ingår i släktet Phoenoteleia och familjen Scelionidae. Inga underarter finns listade i Catalogue of Life.